# Alexander Hug
Alexander Hug  (* 11. Mai 1975 in Walenstadt) ist ein ehemaliger Schweizer Skibergsteiger.

## Werdegang
Hug unternahm seinen ersten Versuch im Skibergsteigen im Alter von elf Jahren, als er mit einer selbst gebastelten Tourenbindung auf den Garmil stieg. Seit 1990 betrieb er den Sport im Amateurbereich und nahm 1995 mit der Teilnahme am „Arflinalauf“ an seinem ersten Wettkampf in dieser Sportart teil. Den „Pizol Challenge“ gewann er 1999 und 2000. Er ist seit 2000 Mitglied in der Schweizer Nationalmannschaft Skialpinismus. Ebenso betreibt er Mountainbiking, Klettern und Berglauf. Er war 2003 Organisator des durch ihn gemeinsam mit Beat Good und Andreas Zimmermann geborenen „Pizol Altiski“.
Im Herbst 2005 absolvierte er ein Praktikum als Landschaftsgärtner in London und lebt in Sargans.

## Erfolge (Auswahl)
- 2002:
  - 7. Platz bei der Weltmeisterschaft Skibergsteigen Einzel
  - 7. Platz bei der Weltmeisterschaft Skibergsteigen Team mit Pius Schuwey
  - 8. Platz bei der Weltmeisterschaft Skibergsteigen Kombinationswertung

- 2003:
  - 5. Platz Europameisterschaft Skibergsteigen Team mit Pierre-Marie Taramarcaz
  - 10. Platz Europameisterschaft Skibergsteigen Kombinationswertung

- 2004:
  - 3. Platz Weltmeisterschaft Skibergsteigen Staffel (mit Rico Elmer, Alain Richard und Pierre Bruchez), Val d’Aran
  - 5. Platz Weltmeisterschaft Skibergsteigen Team mit Pittex

- 2005:
  - 1. Platz Schweizer Meisterschaft Skialpinismus Einzel
  - 2. Platz bei der Europameisterschaft Skibergsteigen Staffel mit Pittex, Jean-Yves Rey und Yannick Ecoeur
  - 3. Platz bei der Europameisterschaft in Andorra Skibergsteigen Einzel
  - 4. Platz bei der Europameisterschaft Vertical Race
  - 4. Platz Weltcup, Salt Lake City
  - 6. Platz Weltcup Team (mit Troillet)

- 2006:
  - 1. Platz Schweizer Meisterschaft Vertical Race
  - 2. beim Adamello Ski Raid (mit Pittex und Moret)
  - 3. Platz bei der Weltmeisterschaft Skibergsteigen Staffel (mit Alain Rey, Rico Elmer und Florent Troillet)
  - 4. Platz bei der Weltmeisterschaft Skibergsteigen Team mit Rico Elmer
  - 2. Platz Weltcup Siglerace Slowakei
  - 2. Platz Weltcup Singlerace Spain

- 2007:
  - 5. Platz Europameisterschaft Skibergsteigen Team mit Troillet
  - 9. Platz Europameisterschaft Skibergsteigen Kombinationswertung

- 2010:
  - 1. Platz Schweizer Meisterschaft Skialpinismus Team mit Marcel Marti
  - 4. Platz Mountain Attack ins Saalbach
  - Besteigung des Mount Everest mit dem Projekt Top to Top

- 2011:
  - 1. Platz Schweizer Meisterschaft Skialpinismus Einzel

- 2012:
  - Vorarlberger Skitouren-Cup Gesamtsieger
  - Sardona-Ultra-Trailrun 2. Platz

- 2013:
  - VSTC-Gesamt-Sieger

### Ötzi-Alpin-Marathon
- 2007: 2. Gesamtrang
- 2009: 3. Gesamtrang
- 2012: 4. Gesamtrang
- 2013: 6. Gesamtrang

### Pierra Menta
- 2001: 10. Platz mit Olivier Nägele
- 2007: 6. Platz mit Alain Rey
- 2008: 10. Platz mit Alexander Lugger

### Trofeo Mezzalama
- 2001: 8, Platz mit Olivier Nägele und Nicolao Lanfranchi
- 2005: 2. Platz mit Florent Troillet und Christian Pittex
- 2007: 15. Platz mit Nägele und Alexander Lugger
- 2011: 8. Platz mit Didier Moret und Marcel Theux
- 2013: 12. Platz mit Didier Moret und Cedric Remy

### Patrouille des Glaciers
- 2000: 6. Platz mit Hediger und Perrouchaud
- 2004: 4. Platz mit Florent Troillet und Christian Pittex
- 2006: 2. Platz mit Didier Moret und Christian Pittex
- 2008: 1. Platz mit Florent Troillet und Didier Moret
- 2012: 7. Platz mit Didier Moret und Reynold Ginier